# Torbjørn Gøtuskegg
Torbjørn Gøtuskegg, auch þorbjörn Götuskegg († um 970 in Gøta, Färöer) war ein Wikingerhäuptling auf den Färöer-Inseln.

## Leben
Gøtuskegg war ein Sohn der Aaluf und eines namentlich nicht genannten Vorfahren aus der angesehenen Familie Gøtuskegg. Seine Mutter war eine Enkelin der Aude den Grundrige, Tochter des Ketil Flatnef. Gøtuskegg lebte in Eysturoy und war ein reicher Mann. Sein Bruder war Sigmund der Ältere, der Vater von Brestir Sigmundsson und Beinir Sigmundsson. Somit war Torbjørn nicht nur der Vater von Tróndur, sondern auch der Großonkel von Sigmundur Brestisson, dessen größtem Widersacher.
Er hatte mit seiner Frau Guðrun zwei Söhne:
- Tollakur, war der ältere und war großgewachsen und stark.
- Tróndur war der jüngere, hatte rote Haare und ein sommersprossiges Gesicht. Er ist einer der Hauptfiguren sowohl in der Färingersaga, als auch historisch belegt in der Geschichte der Wikingerzeit auf den Färöern.

Der Altersunterschied zwischen den Söhnen war groß. Kurz nachdem Tollakur geheiratet hatte, verstarb Gøtuskegg. Er wurde nach den alten (heidnischen) Bräuchen begraben. Das Erbe wurde unter seinen Söhnen aufgeteilt. Doch es kam zu Streitigkeiten, denn beide beanspruchten das Land in Gøta für sich. Der friedliebende Tollakur überließ es seinem Bruder, ging fort und lebte an einem anderen Ort auf den Inseln, nachdem ihm Tróndur verwehrt hatte wenigstens die väterliche Farm bewirtschaften zu dürfen. Tróndur verpachtete das Land stattdessen mit hohem Mietzins an Fremde.